# Eldorado Business Tower
De Eldorado Business Tower is een wolkenkrabber in São Paulo, Brazilië. De bouw van de woontoren, die staat aan Rua Ofélia, begon in 2005 en werd in 2007 voltooid door de Aflalo & Gasperini Arquitetos. Eldorado Business Tower is 141 meter hoog en telt 36 verdiepingen. Het heeft een totale oppervlakte van 107.244 vierkante meter.